# Der Ölprinz (Film)
Der Ölprinz ist ein Western aus dem Jahr 1965. Die Produktion aus der Reihe der deutschen Karl-May-Filme entstand unter der Regie von Harald Philipp, einzelne Szenen unter der Regie von Alfred Vohrer.
In den Hauptrollen sind Stewart Granger, Pierre Brice, Harald Leipnitz und Macha Méril zu sehen. Der noch relativ unbekannte Terence Hill spielt unter seinem eigentlichen Namen Mario Girotti hier zum vierten Mal eine Nebenrolle in einem Karl-May-Film; der seinerzeit sehr bekannte und populäre deutsche Kabarettist und Komiker Heinz Erhardt einen Kantor.

## Handlung
Der Bandit „Ölprinz“ will dem Bankier Duncan eine gefälschte Ölquelle andrehen. Dabei steht ihm allerdings ein Treck Siedler im Wege, die sich ausgerechnet in der Gegend niederlassen wollen. Der Ölprinz lässt den Scout der Siedler durch ein Mitglied der Finders-Bande austauschen. Diesem kommen Old Surehand und Winnetou auf die Spur und können den Treck warnen.
Winnetou überzeugt den Navajo-Häuptling Nitsas-ini von der friedlichen Natur der Siedler, und der lässt sie mit Old Wabble als Führer ungehindert durch sein Gebiet zu einem Zwischenstopp an den Chinla-River ziehen.
Auf dem Weg zu den Utahs wird Old Surehand von den Finders-Banditen in eine Falle gelockt, aus der ihn Winnetou retten kann. Am Chinla-River machen sich die Siedler, unter ihnen die Witwe Ebersbach, der Kantor Hampel, der Falschspieler Richard Forsythe und der zwielichtige Geschäftsmann Bergmann, für eine Übernachtung bereit, als die Finders-Banditen angreifen. Durch die rechtzeitig eintreffenden Winnetou und Old Surehand kann der Angriff aber abgewehrt werden.
Nachdem der Überfall nicht geklappt hat, lässt sich der Ölprinz etwas Neues einfallen. Er lässt den Sohn des Häuptlings Mokaschi durch einen stummen Messerwerfer ermorden und macht bei den Indianern dafür die Siedler verantwortlich. Die Indianer kesseln die Siedler am Fluss ein, lassen sich aber überreden, mit ihrem Angriff zu warten, wenn Old Surehand ihnen den wahren Mörder innerhalb eines Tages ausliefert. Winnetou will die Frauen und Kinder auf dem reißenden Fluss mit einem Floß in Sicherheit bringen. Dabei stürzen sie allerdings in das Wasser und erst durch das Eintreffen von Old Surehand werden sie gerettet. Der macht sich auf die Verfolgung des Ölprinzen, der inzwischen dem Bankier Duncan das Geld für die gefälschte Ölquelle abgeknöpft hat und ihn mit einer Geröll-Lawine in der angeblichen Öl-Höhle eingeschlossen hat. Old Surehand kann den Ölprinzen und den Messerwerfer nach einer kurzen Verfolgung und einem Kampf stellen und fesseln. Bei einem Fluchtversuch kommt der Messerwerfer zu Tode.
Die Indianer sind mittlerweile ungeduldig geworden und beginnen ihren Angriff auf die Siedler. Die ersten Wagen stehen bereits in Flammen, als Old Surehand zurückkehrt. Er überzeugt Mokaschi, dass sein Sohn von dem Messerwerfer getötet wurde und der Ölprinz ihn dazu angestiftet hat. Zur Strafe wird der Ölprinz an die Indianer ausgeliefert und von diesen mutmaßlich zu Tode gefoltert ("Du wirst fünfzig Mal sterben!").

## Hintergrund
Für die Verfilmung von Der Ölprinz stand dem Produzenten Horst Wendlandt der Darsteller von Old Shatterhand Lex Barker wegen Artur Brauners Produktion Durchs wilde Kurdistan nicht zur Verfügung. So kam Stewart Granger als Old Surehand zu seinem zweiten Einsatz, obwohl Old Surehand in der Romanvorlage nicht vorkommt. Die Rolle der Lizzy sollte ursprünglich Marie Versini übernehmen, doch sie stand zur vorgesehenen Drehzeit ebenfalls bereits bei Brauner unter Vertrag.
Das Drehbuch schrieb Fred Denger, anschließend überarbeitete es Harald Philipp. Philipp verzichtete auf die in der Urfassung vorgesehene Darstellung des grausamen Foltertodes des Ölprinzen. Stattdessen baute er am Schluss einen kurzen Gastauftritt von Old Shatterhand und Sam Hawkens (Ralf Wolter) ein, was jedoch nicht verwirklicht wurde.
Als Regisseur hatte Wendlandt, da Harald Reinl und Alfred Vohrer ausgelastet waren, ursprünglich Paul Martin vorgesehen. Als die Zusammenarbeit nicht zustande kam, rief er zu Weihnachten 1964 Harald Philipp in Berlin an, der sofort zusagte.
Die Organisation der Dreharbeiten lag wieder in den Händen des bewährten Herstellungsleiters Erwin Gitt. Im Laufe des März 1965 versammelte sich das Filmteam in Dubrovnik. Am 28. März begannen die Dreharbeiten in Zupci bei Trebinje, wo Architekt Dusko Jericević die Westernstadt „Golden Hill“ aus Old Shatterhand in „Tucson“ verwandelt hatte.
Nach einer Woche zog das Team nach Split in das Hotel Marijan. Von dort wurden alle restlichen Motive des Films angefahren. Bei Trilj am Ufer der Cetina wurden die wichtigsten Szenen mit dem Siedlertreck gedreht. Wegen der frühen Jahreszeit herrschte meist kaltes und regnerisches Wetter. Pierre Brice quetschte sich zwischen zwei Floßbalken den rechten Zeigefinger. Um den Verband zu verbergen, trug er bei den folgenden Dreharbeiten meist einen Tomahawk.
Dann wurden die Krka-Fälle bei Skradin angesteuert, wo das Floß die Klippen hinabstürzte. Eine weitere spektakuläre Floß-Szene wurde bei Kreševo von einer schmalen Holzbrücke aus gedreht. Die Schlussszene am „Shelly-See“ spielte am Ufer des Perućko jezero.
Im Mai folgten noch einige Szenen im Freigelände der CCC-Studios in Berlin, darunter der Kampf Old Surehands mit Knife. In den Studios der Berliner Union-Film entstanden die Großaufnahmen der Hauptdarsteller auf dem dahinschießenden Floß. Gischt und Wellen wurden mit Schläuchen und einem Spülmechanismus simuliert. Am 31. Mai 1965 waren die Dreharbeiten beendet.
Der Plan, am Ende des Films Old Shatterhand und Old Surehand gemeinsam in einem Film auftreten zu lassen, wurde verworfen. Für eine so kurze Szene hätte das Budget für zwei „Weltstars“ nicht ausgereicht, und außerdem fanden sich auch keine gemeinsamen Drehtage. Es gibt nur einen Film, in dem die drei Stars Stewart Granger, Lex Barker und Pierre Brice alle auftreten, der ein Jahr später gedrehte Kriminalfilm „Gern hab ich die Frauen gekillt“ (Le Carneval des barbouzes, 1966). Es handelt sich jedoch um einen Episodenfilm, in dem die drei jeweils einen eigenen Kurzfilm haben und auch hier nicht gemeinsam auftreten.
Die Uraufführung fand am 25. August 1965 im Mathäser-Filmpalast in München statt. Bei der Premiere von Winnetou und das Halbblut Apanatschi (1966) kam es zur Verleihung der Goldenen Leinwand für über drei Millionen Besucher innerhalb von zwölf Monaten. Insgesamt wurden in der Bundesrepublik über 3,7 Millionen Eintritte gezählt.
Vom Film wurden dreidimensionale Aufnahmen für das View-Master-System gemacht, die jedoch nicht in den Handel kamen. Die einzige Kopie wird im Karl-May-Museum in Radebeul aufbewahrt.

## Synchronisation
| Rolle          | Darsteller          | Synchronsprecher    |
| -------------- | ------------------- | ------------------- |
| Surehand       | Stewart Granger     | Helmo Kindermann    |
| Winnetou       | Pierre Brice        | Thomas Eckelmann    |
| Ölprinz        | Harald Leipnitz     | Harald Leipnitz     |
| Lizzy          | Macha Méril         | Marion Hartmann     |
| Richard        | Mario Girotti       | Christian Wolff     |
| Campbell       | Walter Barnes       | Arnold Marquis      |
| Frau Ebersbach | Antje Weisgerber    | Antje Weisgerber    |
| Wabble         | Paddy Fox           | Hugo Schrader       |
| Kovacz         | Gerhard Frickhöffer | Gerhard Frickhöffer |
| Bergmann       | Veljko Maričić      | Kurt Mühlhardt      |
| Butler         | Dušan Janićijević   | Rainer Brandt       |
| Paddy          | Davor Antolić       | Lutz Moik           |
| Forner         | Zvonimir Črnko      | N. N.               |
| Mokaschi       | Mavid Popović       | Klaus W. Krause     |
| Webster        | Ilija Ivezić        | Reinhard Kolldehoff |
| Hampel         | Heinz Erhardt       | Heinz Erhardt       |

## Kritiken
„Mit einer Floßfahrt durch Stromschnellen vollbringt die Kamera (Heinz Hölscher) eine imponierende Leistung. Antje Weisgerber als Siedlersfrau – warum nicht, auch wenn sie ein bißchen fehl am Platz vorkommen mag. Da man nach bewährtem Muster auch eine lustige Figur braucht, hat man Heinz Erhardt verpflichtet, der vielleicht mit allzu breitem Behagen als orgelspielender Naivling für wohldosierte Lacheinlagen sorgt.“

„Da Stewart Granger als Old Surehand stets Sinn für Humor zeigt und dem unverletzlichen Präriesupermann scheinheilig eine Prise kaltschnäuziger Selbstparodie unter die Lederweste jubelt, ist die Balance zwischen heroischem Pathos und abenteuerfixer Banditenjägerheiterkeit gesichert. Dazu debütiert Harald Leipnitz als vortrefflicher Karl-May-Schurke und Miniatur-Jack-Palance.“

„Regisseur Harald Philipp hat sich damit begnügt, aus alten Karl-May-Filmen zu kopieren. Nach diesem neuen Erzeugnis zu urteilen, scheint die Karl-May-Welle allmählich den Lauf der Edgar-Wallace-Welle zu nehmen: Sie versickert in Banalität.“

„Germano-Western nach Karl May, der vor allem durch seine Landschaftsaufnahmen besticht.“

„Jetzt ist auch bei den Winnetou-Filmen der Abwärtstrend nicht mehr zu übersehen. Mit dem Buch hat der Film kaum noch etwas zu tun, aber auch die Charaktere sind oft völlig verzeichnet. […] Auf der Plusseite stehen die beeindruckenden Floßszenen und die stimmungsvolle Musik von Martin Böttcher.“

„Karl-May-Verfilmung, die ihre Vorgänger weder in Qualität noch Spannung erreicht.“

„Da Drehbuch und Regie die abenteuerliche Geschichte Karl Mays filmisch nicht überzeugend aufzubereiten wußten, bleibt die Gesamtwirkung trotz sauberer Darstellung und überraschend schöner Farbfotografie uneinheitlich.“